# Grab der Scipionen

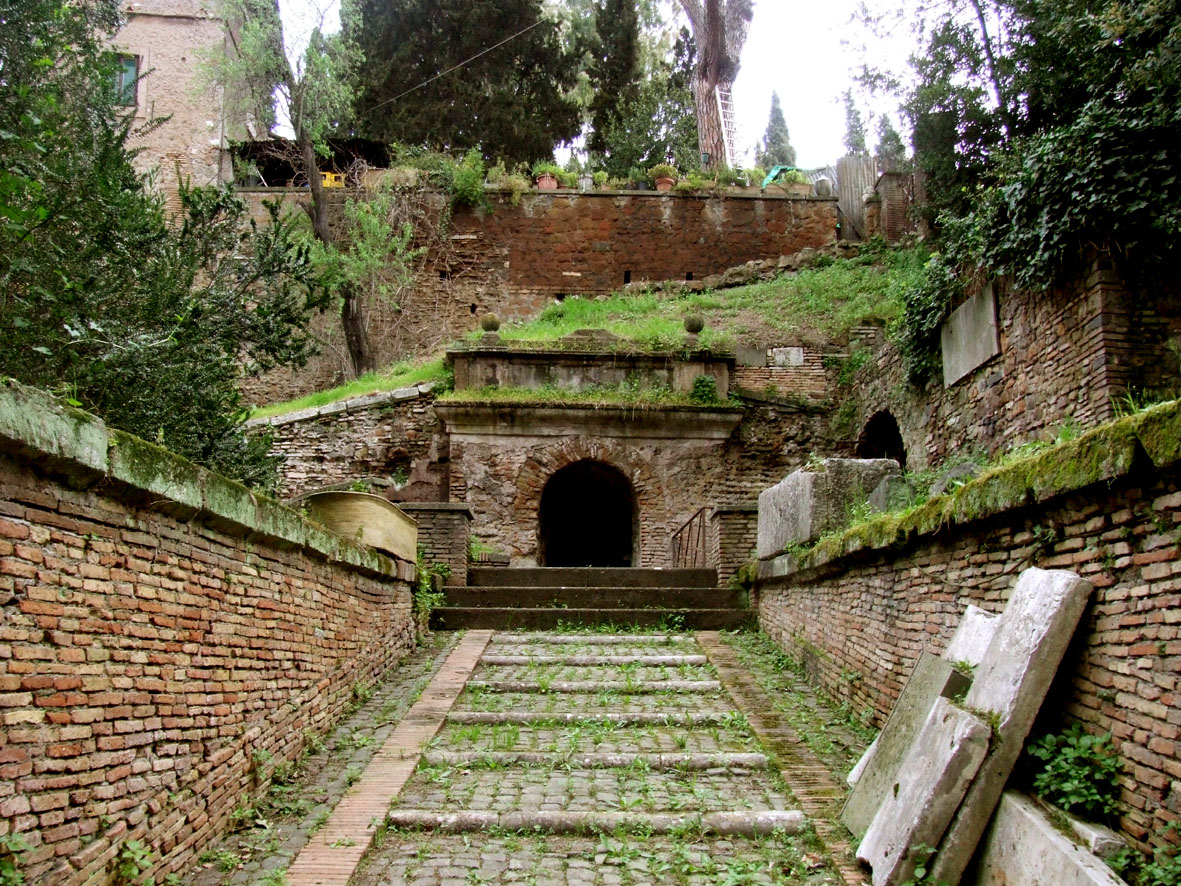
Der Eingangsbereich heute

Sarkophag des L. Cornelius Scipio Barbatus (A) in den Vatikanischen Museen

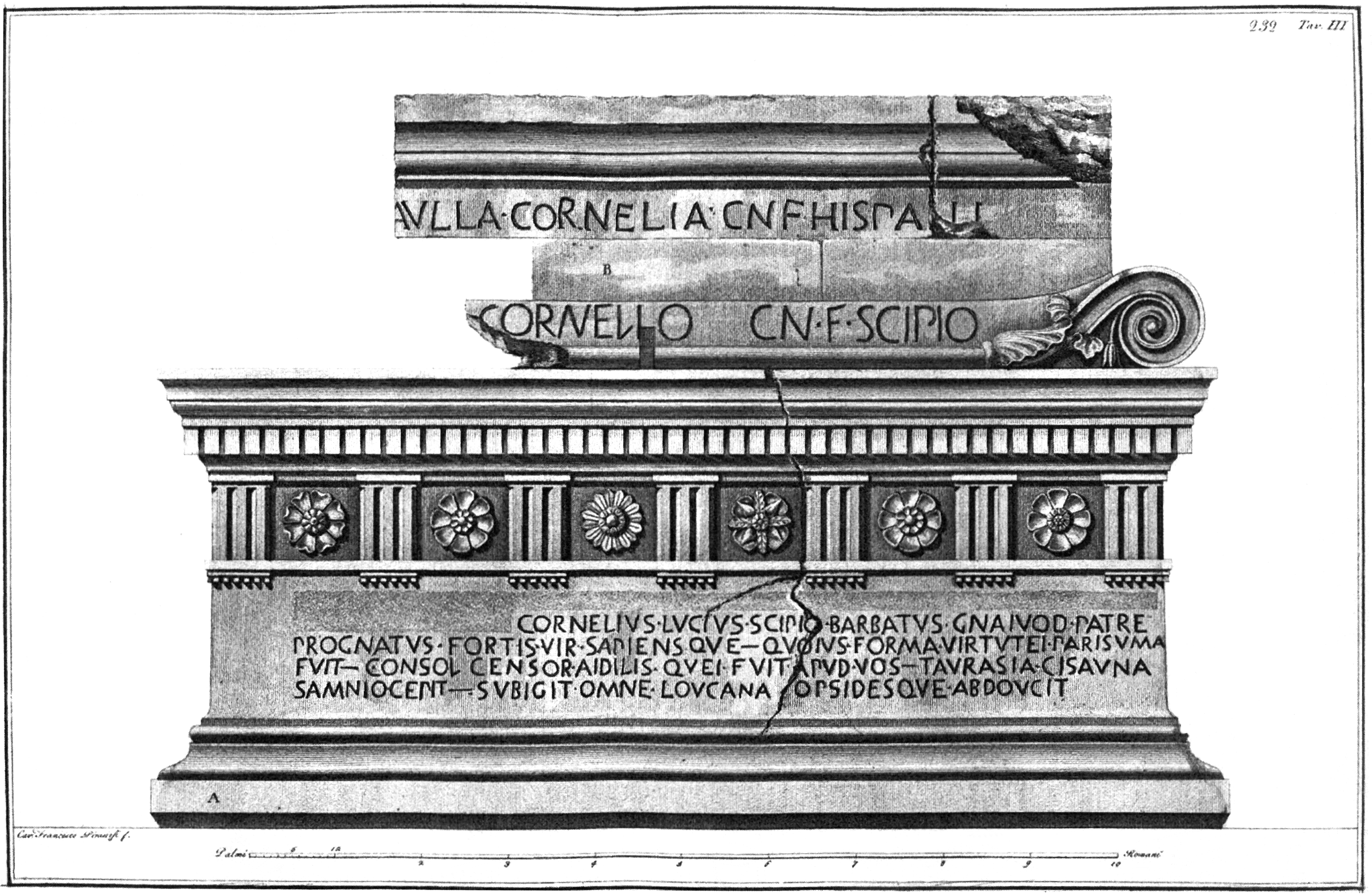
Derselbe Sarkophag auf einem Stich von Piranesi ca. 1756 im Zustand des ursprünglichen Fundes, dahinter die Platte mit der Inschrift I (Paulla Cornelia)

Das Grab der Scipionen ist eine antike unterirdische Grabanlage in Rom. Sie wurde um 280/270 v. Chr., zur Zeit der Römischen Republik, angelegt und war zunächst der Familie der Scipionen vorbehalten, eines patrizischen Zweiges aus dem Geschlecht der Cornelier. Ab der Kaiserzeit wurden dort auch Urnen mit der Asche verstorbener Mitglieder der Lentulier, eines weiteren Zweiges der Cornelier, beigesetzt. Nach dem Zusammenbruch des Römischen Reiches geriet die Grabstätte in Vergessenheit. Im 17. Jahrhundert wurde sie erstmals wieder erwähnt, jedoch erst im späten 18. Jahrhundert endgültig wiederentdeckt. Die auf den Sarkophagen angebrachten Inschriften aus der Zeit der Republik geben einen Einblick in die sozialen Verhältnisse der römischen Aristokratie. Darunter befinden sich die beiden sogenannten Scipionenelogien, welche zu den ältesten bekannten lateinischen Texten zählen, die in Versen verfasst sind.

## Lage

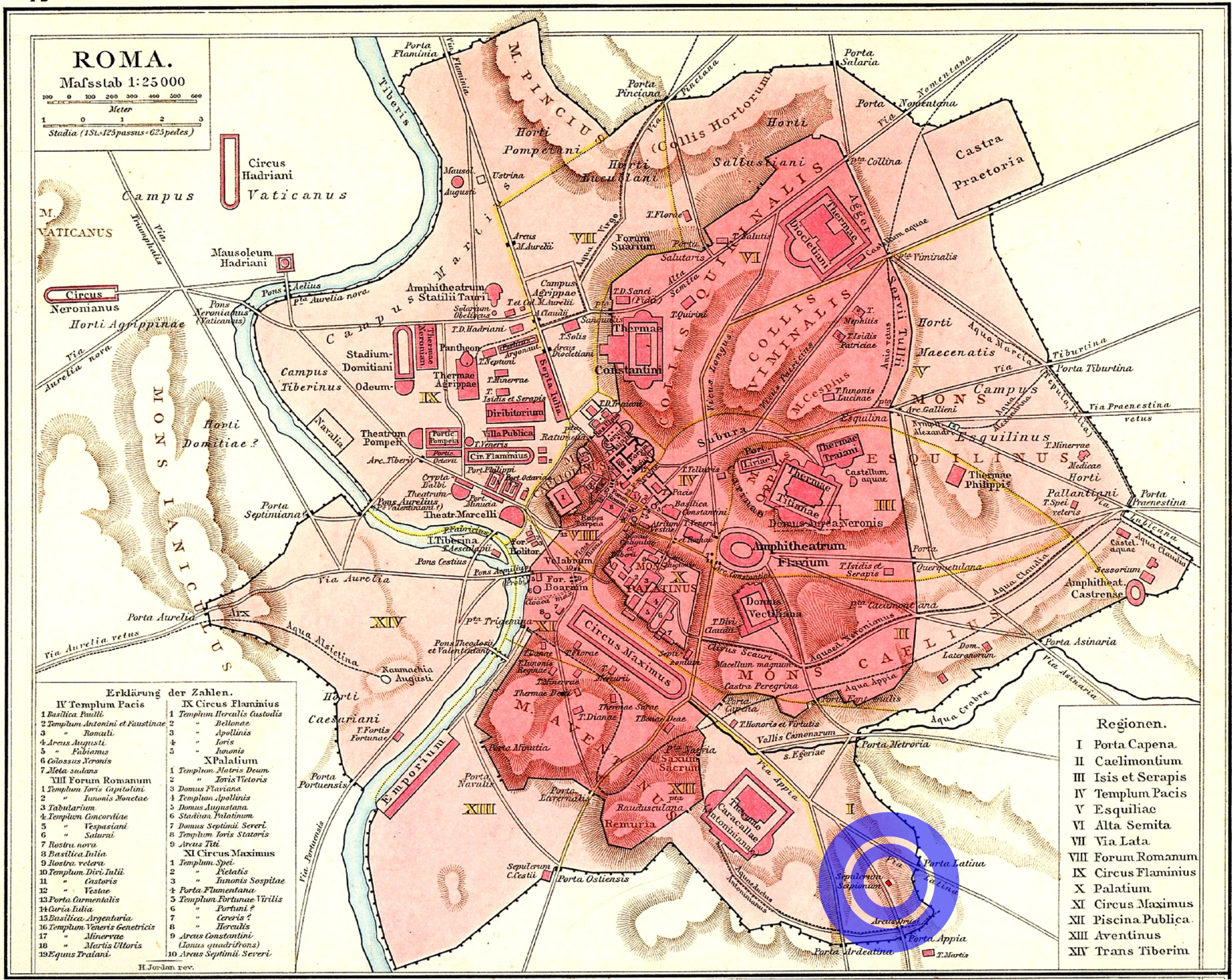
Lage des Scipionengrabs im Süden des spätantiken Rom

Schon im Zwölftafelgesetz des 5. Jahrhunderts v. Chr., dem ältesten kodifizierten römischen Recht, waren Bestattungen innerhalb des römischen Stadtgebiets ausdrücklich verboten worden. Hygienische Gründe sowie die Feuergefahr bei Brandopfern dürften dabei eine Rolle gespielt haben. Archäologisch lässt sich vom späten 6. bis zum 3. Jahrhundert vor den damaligen Toren Roms eine Reihe von Friedhöfen und Grabanlagen nachweisen.
Ursprünglich wurde die Anlage eine römische Meile, also etwa 1470 bis 1490 Meter, außerhalb der Servianischen Stadtmauer vor der Porta Capena an einer kleinen Traverse zwischen der ab 312 v. Chr. neu erbauten Via Appia und der Via Latina angelegt.
Nach der Stadterweiterung in augusteischer Zeit befand sich die Grabanlage nunmehr im Bezirk I (Porta Capena). Als das ursprünglich religiös definierte Stadtgebiet durch den Bau der Aurelianischen Stadtmauer um 270 erheblich erweitert worden war, lag sie nun innerhalb der Stadtumwehrung. Zu diesem Zeitpunkt war sie allerdings schon seit etwa zwei Jahrhunderten nicht mehr für Bestattungen genutzt worden.
Das Ausgrabungsgelände gehört heute zum XIX. Römischen Rione Celio an der Via di Porta San Sebastiano, 9 und liegt etwa 250 Meter vor der Porta San Sebastiano, der antiken Porta Appia. Hier befindet sich auch das aufwändig dekorierte Kolumbarium des Pomponius Hylas aus dem 1. Jahrhundert n. Chr.

## Baugeschichte

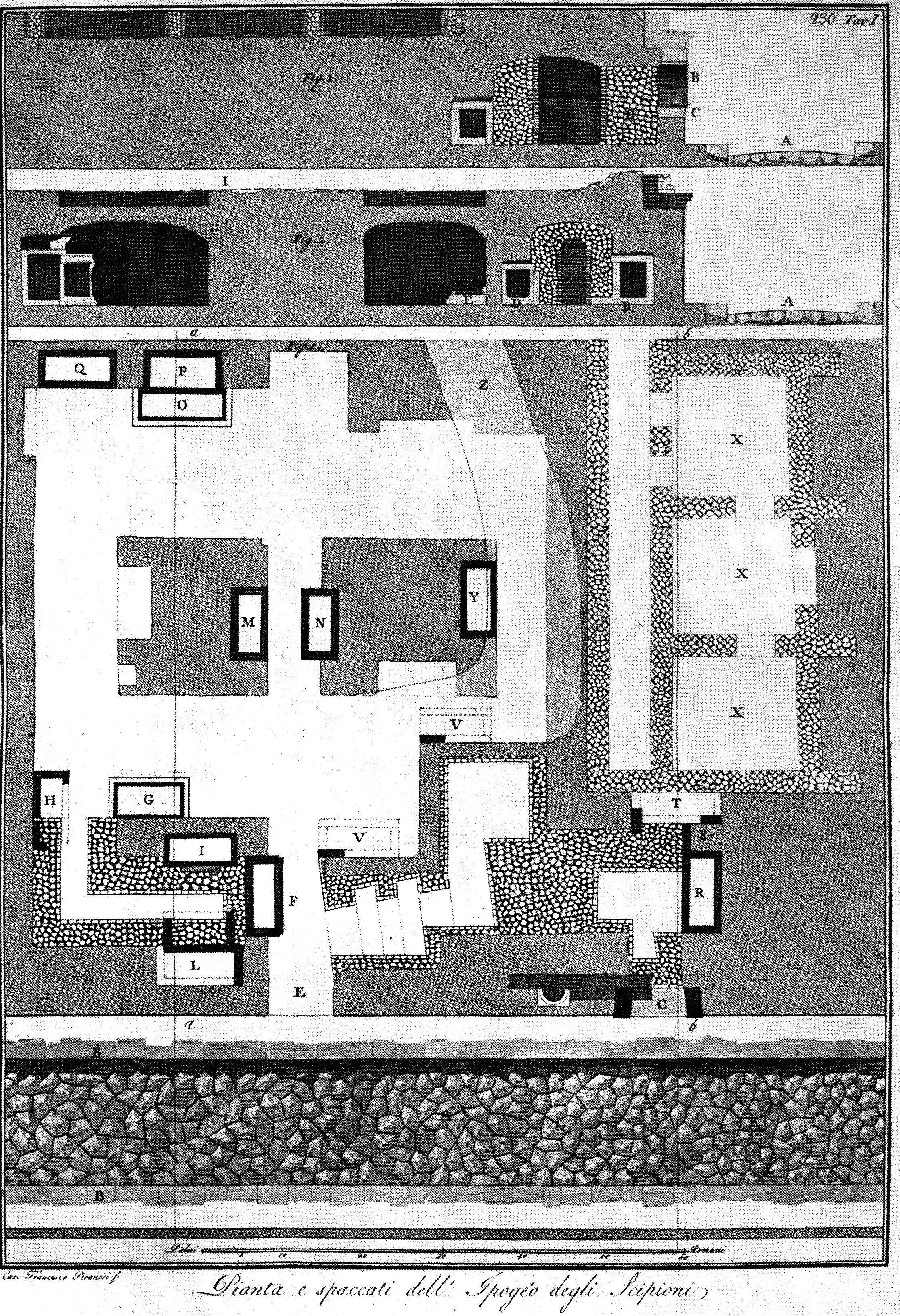
Grundriss und Schnitte der großen und kleinen Grabkammer von Piranesi, ca. 1756

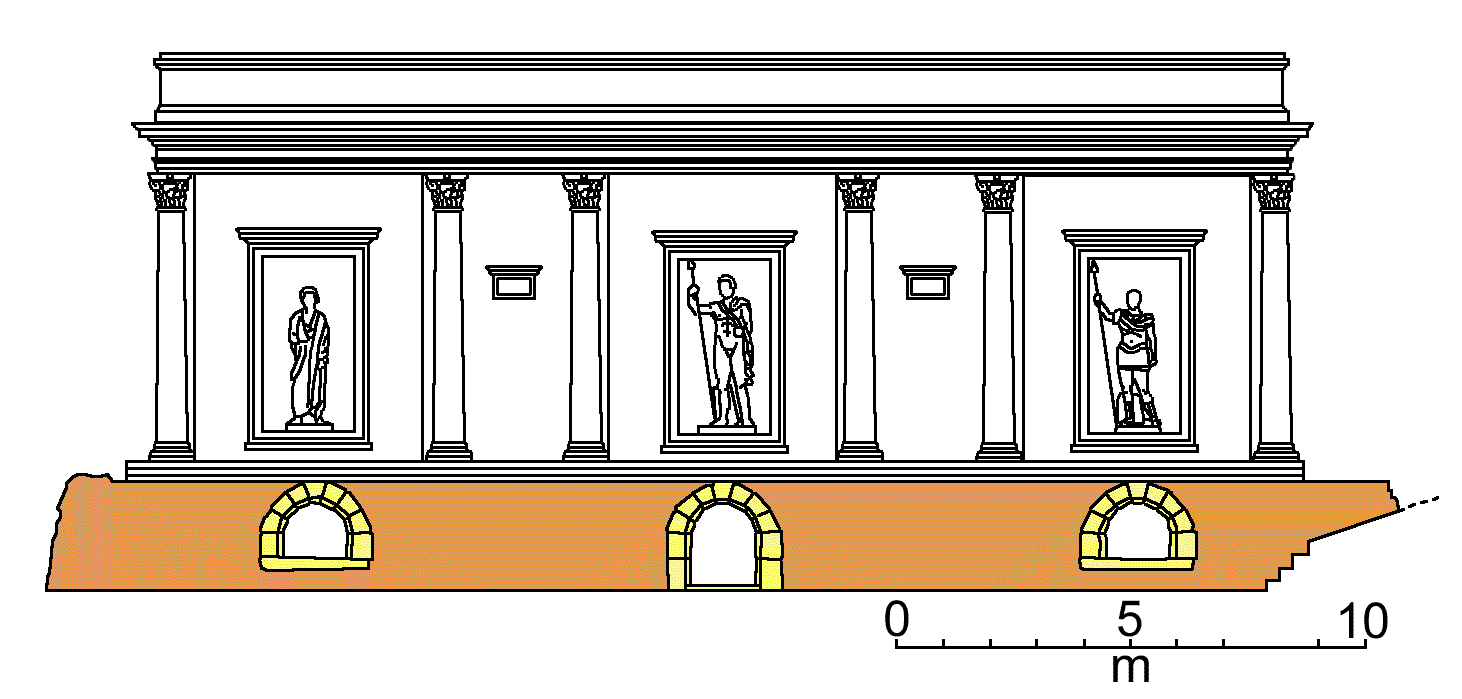
Rekonstruktion der Fassade nach Coarelli 2000

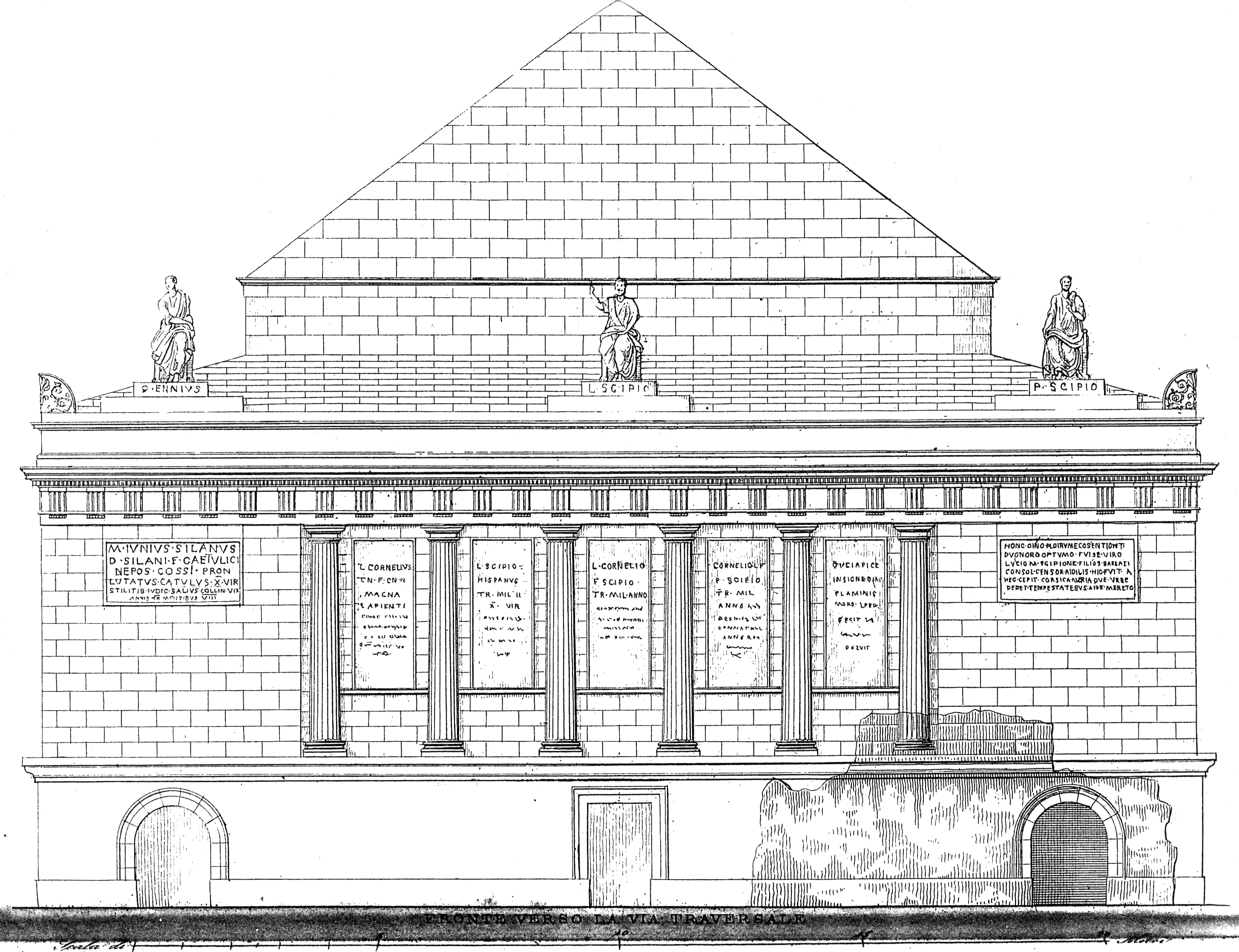
Rekonstruktion der Fassade von Canina 1853

Das Grab der Scipionen ist ein sogenanntes Kammergrab und gehört damit zu einem der ältesten Grabtypen an der Via Appia. Zu diesem Typus zählen auch die Gräber der Servilier sowie der Meteller und des Calatinus.
Scipio Barbatus, der als Stammvater der cornelischen Scipionen gilt, ließ die Grabanlage für sich und seine Nachkommen anlegen. Seine konkreten Motive sind nicht bekannt, doch war die Errichtung einer größeren Grabanlage in der Antike Ausdruck aristokratischen Standesbewusstseins. Da ältere Sarkophage der Cornelii Scipiones an anderen Stellen gefunden wurden, wird vermutet, Scipio Barbatus habe einen neuen Zweig der Cornelier begründen wollen. Es ist möglich, dass die Cornelier Grundbesitz an dieser Stelle hatten; darauf deutet das Grab des Publius Cornelius Scapula hin, Konsul des Jahres 328 v. Chr., der ebenfalls in dieser Gegend seine letzte Ruhestätte erhielt.
Die Errichtung einer solchen Grabanlage für mehrere Generationen kann auch damit erklärt werden, dass Angehörige der Gens Cornelia ungewöhnlicherweise zur Zeit der Republik nahezu nie durch Brandbestattung beigesetzt wurden. Als erster patrizischer Cornelier wurde 78. v. Chr. Sulla – im Rahmen eines Staatsbegräbnisses – verbrannt. Die Erdbestattung der Cornelier konnte durchaus von symbolhaften Handlungen begleitet sein. So befahl Metellus Macedonicus, der langjährige Widersacher des Scipio Aemilianus, seinen Söhnen, die Bahre mit dem Leichnam seines Gegners zum Grab zu tragen.

### Unterirdische Anlage
Die Anlage wurde in eine Böschung des dort vorhandenen Cappelacciotuffs gehauen. Zwar könnte die Örtlichkeit schon zuvor etwa als Steinbruch genutzt worden sein, wahrscheinlicher ist jedoch, dass die Kammern eigens für das Grab errichtet wurden. Die größere der beiden Kammern lässt sich durch den ältesten dort gefundenen Sarkophag, denjenigen des Scipio Barbatus, auf den Beginn des 3. Jahrhunderts v. Chr. datieren. Der kleinere Grabraum ist deutlich jünger, er entstand zwischen 150 und 135 v. Chr. Die älteste im kleineren Grabraum gefundene Inschrift stammt aus dem Jahre 135 v. Chr., während die letzte Bestattung in der größeren Grabkammer 150 v. Chr. vorgenommen wurde. Die Anlage der zweiten Kammer wurde notwendig, weil die ursprüngliche Kammer zu dieser Zeit mit etwa 30 Sarkophagen vollständig belegt war. Vermutlich wurde sie von Scipio Aemilianus veranlasst, der hier als erster neben seiner Ehefrau Sempronia begraben wurde.

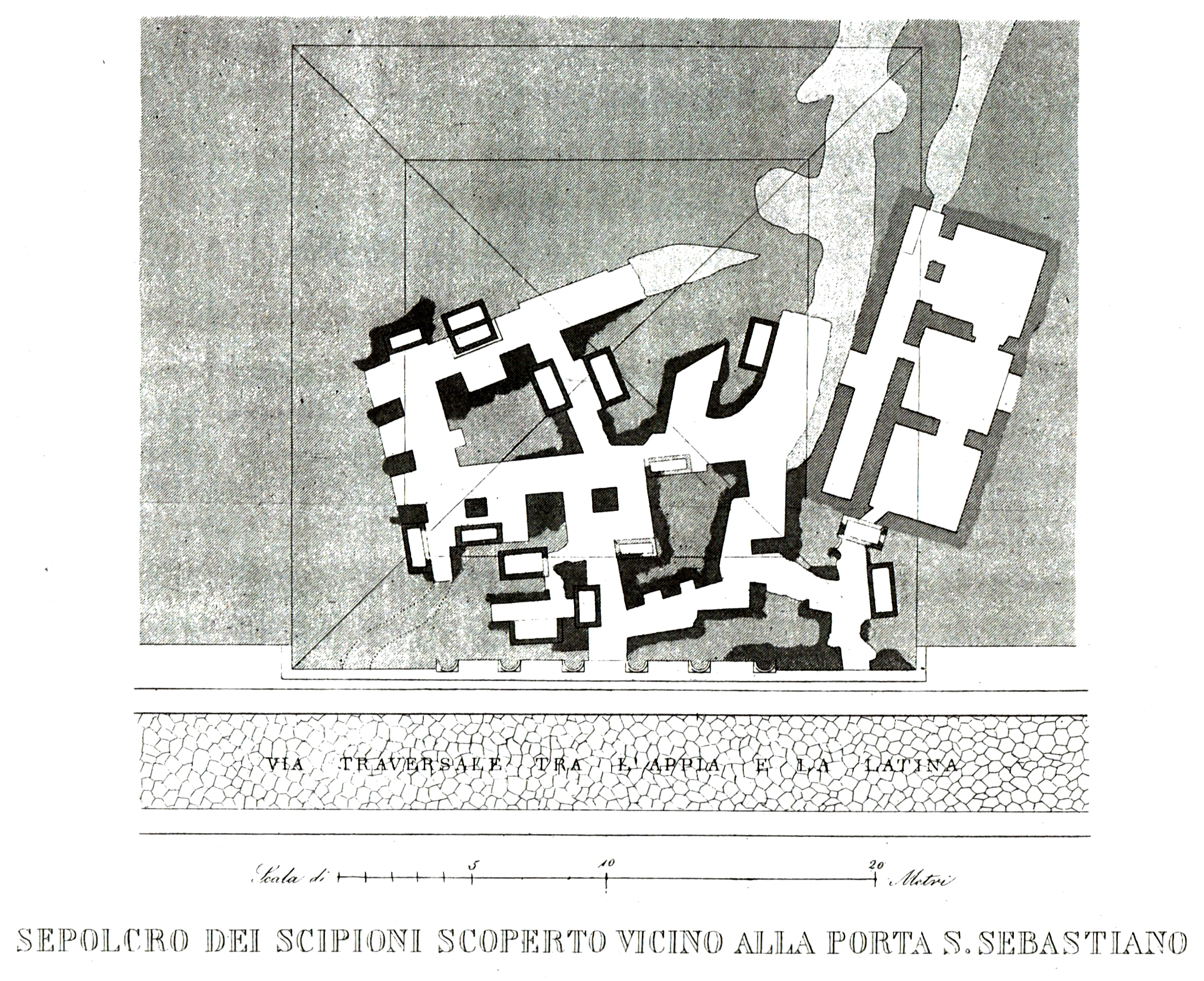
Grundriss von Canina 1853

Die Grabanlage mit einer Grundfläche von etwa 15 mal 17 Metern wurde fast quadratisch so angelegt, dass jeweils vier Längsgänge von zwei Quergängen durchschnitten werden. Die so übrig bleibenden vier großen Felspfeiler der Hauptkammer dienten zur Absicherung der Decke. Der südlichste dieser Pfeiler gehört der jüngeren, kleineren Kammer an und hat eine etwas abweichende Ausrichtung. Die Sarkophage wurden um diese Pfeiler oder an die Wände gestellt. Teilweise wurden aus Platzgründen auch Nischen in die Wände gehauen. Einen Hinweis auf die vollständige Belegung der größeren Grabkammer gibt auch die Wahl des Platzes für die Bestattung der Paulla Cornelia (Inschrift I), die hinter dem Sarkophag von Scipio Barbatus (Inschrift A) beigesetzt wurde. Dabei erhielt ihr Sarkophag keine eigene Vorderwand, und der Deckel mit der Inschrift lag direkt auf der Hinterwand des Sarkophags des Barbatus auf. Ob zwischen den beiden Kammern eine räumliche Verbindung bestand, ist nicht bekannt.

### Oberirdischer Bau
Die oberirdische Anlage entstand ebenfalls im 2. Jahrhundert v. Chr. wahrscheinlich im Auftrag des Scipio Aemilianus, der in der Zeit zwischen 146 und 133 v. Chr. eine führende Stellung in der römischen Aristokratie einnahm. Er wollte wohl ein „Museum zum Ruhm der Familie“ errichten oder in Zeiten politischer Rivalität mit anderen aristokratischen Familien ein Zeichen setzen.
Wahrscheinlich wurden damals auch im Inneren Umbauten vorgenommen, hauptsächlich aber wurde die oberirdische Fassade über den Grabzugängen errichtet. Sie war in das Felsmassiv getrieben, von großen Leerflächen an den Seiten umgeben und bestand aus Halbsäulen über einem Podium. Der Eingang des neueren Grabraumes ist in den Bau einbezogen. Die Fassade war bemalt, drei aufeinander folgende Schichten konnten festgestellt werden. Aus den Angaben von Titus Livius und Sueton ist bekannt, dass der Bau zudem mit drei Statuen geschmückt war. Das Grabmal muss sich in dieser Form „dem von Rom kommenden Passanten wirkungsvoll an der Via Appia dargeboten haben.“

## Erwähnung bei klassischen römischen Schriftstellern
Das Grab wird bei drei antiken römischen Schriftstellern erwähnt.
- Bei Marcus Tullius Cicero heißt es:

„Wenn du aus der Porta Capena heraustrittst und die Gräber des Calatinus, der Scipionen, der Servilier, der Meteller siehst, hältst du sie etwa für unglücklich?“
- Livius erwähnt das Grab wie folgt:

„In Rom befinden sich außerhalb der Porta Capena im Grabmal der Scipionen drei Statuen, von denen zwei die des Publius und Lucius Scipio sein sollen, die dritte die des Dichters Quintus Ennius.“
- Schließlich schreibt Sueton über die Anlage:

„Der Dichter Ennius starb mit 70 Jahren an einer Gliederkrankheit und wurde im Grabmal Scipios beigesetzt, noch vor dem ersten Meilenstein außerhalb der Stadt.“
Aus diesen Erwähnungen geht hervor, dass die Lage des Grabes innerhalb der ersten antiken römische Meile vor der Porta Capena bekannt war. Über das zeitgenössische Erscheinungsbild der Anlage sind durch diese Aufzeichnungen einige Informationen erhalten geblieben.

## Nutzungsdauer
Das Grab wurde vom Tode des Scipio Barbatus, der etwa 270 v. Chr. starb, bis in die Mitte des 2. Jahrhunderts v. Chr. für Körperbestattungen genutzt. Das bekannteste Familienmitglied, Scipio Africanus, ist allerdings nicht hier beigesetzt. Nach Livius und Seneca fand er bei seiner Villa in Liternum unweit von Volturnum (Castel Volturno) und Puteoli (Pozzuoli) seine letzte Ruhe.
In der Kaiserzeit fanden dann Urnenbeisetzungen von Mitgliedern der zu den Corneliern gehörenden, jedoch weniger bekannten Lentulier statt, welche die Grabanlage von den ausgestorbenen Scipionen geerbt hatten. Vermutet wird, dass diese sich „aus einem gewissen snobistischen Ehrgeiz“ und „nicht frei von politischen Absichten“ im Scipionengrab beisetzen ließen.

## Wiederentdeckungen und Geschichte bis heute

### Erste Wiederentdeckung 1614
Im Verlauf des Mittelalters wurde der größte Teil des Marmors der Fassade zu Kalk gebrannt. 1614 entdeckte man die unterirdischen Teile des Grabes und öffnete die Anlage. Dabei wurde der Sarkophag B gefunden, der L. Cornelius Scipio, dem Sohn des Barbatus und Quästor des Jahres 167 v. Chr., zugeschrieben wird. Aus diesem Sarkophag wurde die lateinische Inschrift herausgebrochen und an einen Steinmetz verkauft. Ein Mitglied der Familie Barberini erwarb das Relikt für 20 Scudi und ließ es in eine Wand des Palazzo Barberini einfügen. Später gelangte es, wie auch alle sonst aufgefundenen Fragmente, in die Vatikanischen Museen. Das Grab selbst verschwand wieder aus dem öffentlichen Bewusstsein. Giovanni Battista Piranesi muss es allerdings gekannt haben, da er verschiedene Stiche dieses Motivs anfertigte, darunter einen Grundriss.

### Zweite Wiederentdeckung 1780
Im Mai 1780 wurde das Grab abermals ‚entdeckt‘, diesmal wurde jedoch die Bedeutung des Fundes rasch erkannt. Die Eigentümer des als Weingarten genutzten Grundstücks, die Brüder Sassi, wollten einen Keller vergrößern und stießen dabei auf die Anlage. Dabei wurden die Sarkophage C (Publius Cornelius Scipio) und E (Lucius Cornelius Scipio) aufgefunden. Im selben Jahr wurden der Bereich des vorderen Querganges (beim heutigen Zugang) sowie der rechte Gang der größeren Kammer freigelegt. Bis 1782 wurde die gesamte Anlage ergraben; dabei gingen die Ausgräber allerdings mit „geradezu vandalischen Methoden“ vor. So wurden unter anderem neue Mauern eingezogen, um die Anlage zu stützen; Inschriften wurden an falschen Stellen neu angebracht oder verkauft, auch verschwanden die Gebeine aus den bis dahin unberührten Gräbern. Lediglich die Überreste des L. Cornelius Scipio (Sohn des Barbatus) wurden von Angelo Querini, Senator aus Venedig, in die Villa dell’Altichiero bei Padua überführt.

### Grabungen und Sanierungsmaßnahmen des 19. und 20. Jahrhunderts
1831 führte Pietro Campana eine neue Grabung durch, die der weiteren Erforschung des Grabes galt. Dabei fand er das Columbarium des Pomponius Hylas. Um 1900 besuchte Eugen Petersen die Anlage. Er fand Originalsarkophage und Inschriften vor, aber auch Nachbildungen vor den Wänden. Von 1926 bis 1929 veranlasste die Stadt Rom eine umfassende Restaurierung und eine erneute, systematische Grabung, bei welcher der Originalzustand – soweit das noch möglich war – wieder hergestellt wurde. Bei dieser Gelegenheit wurden alle noch verbliebenen Originalsarkophage und Inschriften durch Kopien ersetzt und zugeordnet. Zudem entdeckte man auf dem Gelände weitere Gräber und eine kleine Katakombe. Schließlich konnte ein mehrstöckiges Wohnhaus aus dem 3. Jahrhundert n. Chr. über dem Grab erschlossen werden. Bei dessen Bau war die Grabanlage beschädigt worden. In den Jahren 2008 und 2011 wurden weitere Sanierungen vorgenommen. Seit 2012 ist die Anlage wieder zur Besichtigung offen.

## Funde

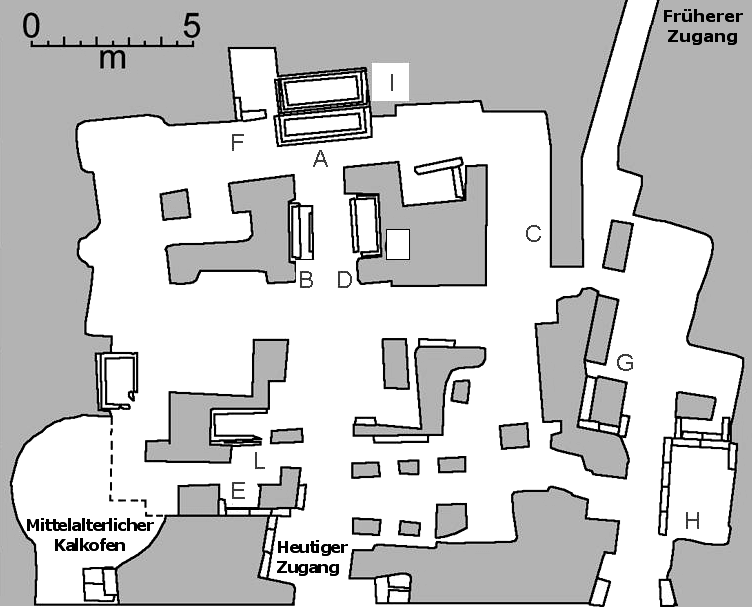
Heutiger Grundriss der Anlage mit Bezeichnung der Fundorte der Sarkophage bzw. Inschriften A bis I

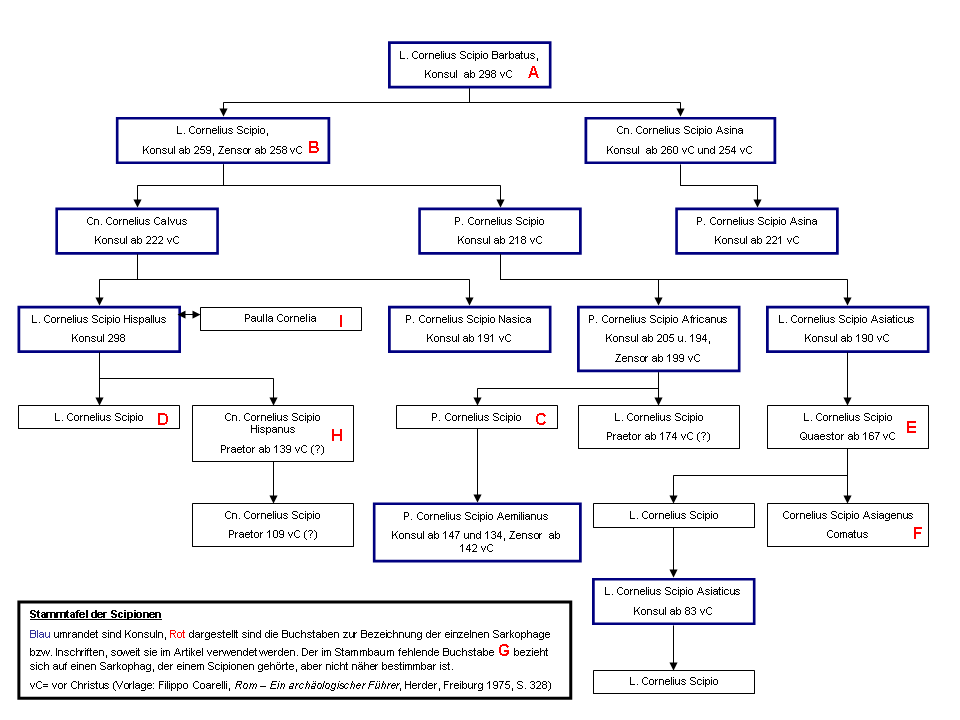
Stammbaum der Scipionen mit Zuordnung der Sarkophage bzw. Inschriften

Von den ursprünglich etwa 30 Sarkophagen der größeren Kammer haben neun ganz oder teilweise die Jahrhunderte überdauert. Sie lassen sich mit einer Ausnahme (Inschrift G, s. u.) individuell zuordnen. Zu unterscheiden sind zwei Typen.
Beim ersten, älteren Typus, zu denen die Sarkophage mit den Inschriften A und B gehören, wurde der Sarkophag aus einem massiven Gesteinsblock gehauen. Die übrigen sieben gehören zum zweiten Typus, bei dem die Sarkophage aus einzelnen Platten zusammengesetzt wurden. Die Inschriften auf den Sarkophagen sind alphabetisch typisiert worden.

### Inschrift A: Lucius Cornelius Scipio Barbatus
Die Grabinschrift lautet:

„[L(ucius) Corneli]o(s) Cn(aei) f(ilius) Scipio // Cornelius Lucius Scipio Barbatus Gnaivod patre / prognatus fortis vir sapiensque quoius forma virtutei parisuma / fuit consol censor aidilis quei fuit apud vos Taurasia Cisauna / Samnio cepit subigit omne Loucanam opsidesque abdoucit.“

„Lucius Cornelius Scipio Barbatus, Nachkomme des Vaters Gnaius, ein tapferer und kluger Mann, dessen Gestalt seiner Tüchtigkeit ganz gleich kam, der Consul, Censor, Aedil bei euch gewesen ist. Taurasia, Cisauna, Samnium hat er genommen; er hat ganz Lucanien unterworfen und Geiseln weggeführt.“

Lucius Cornelius Scipio Barbatus (Sarkophag mit Inschrift A) war 298 v. Chr. römischer Konsul, der erste einer langen Reihe von Scipionen in diesem Amt.
Sein Sarkophag ist der mit Abstand am besten erhaltene aller Scipionensarkophage, er ist zudem einer der ältesten bekannten und erhaltenen Sarkophage einer stadtrömischen Familiengrabstätte überhaupt. Seine Ausmaße betragen 2,77 Meter Länge bei einer Höhe von 1,41 Meter und einer Breite von 1,11 Metern. Gehauen wurde er um 270/280 v. Chr. aus einem Tuffsteinblock. In der Anlage stand er in beherrschender Position direkt gegenüber dem Eingang. Der Sarkophag ist von kunstgeschichtlicher Bedeutung, weil er zum einen ungewöhnlich und reich geschmückt ist und zum anderen der Zeitpunkt seiner Entstehung genau bekannt ist. Er ist einem griechischen Altar jenes Typs nachempfunden, der in der Magna Graecia verwendet wurde. Der sich nach unten verjüngende Korpus ist mit einem umlaufenden Band aus Triglyphen und Rosettenmetopen geschmückt, die obere Kante ist mit einem dorischen Fries abgeschlossen. Der Deckel läuft beiderseits in Voluten aus, denen Akanthusblätter vorangestellt sind. Bemerkenswert ist, dass der Sarkophag zwei Inschriften trägt. Die obere Inschrift wurde mit roter Farbe auf den Sarkophagdeckel geschrieben, sie entstand zum Zeitpunkt der Bestattung des Barbatus. Sie lautet „[L. Corneli]o(s) Cn. f. Scipio“. Die seitlich eingemeißelte Inschrift ist als erste der beiden Scipionenelogien bekannt.

### Inschrift B: Lucius Cornelius Scipio
Lucius Cornelius Scipio (Sarkophag mit Inschrift B) war der Sohn des L. Cornelius Scipio Barbatus. Er war 259 v. Chr. Konsul und ein Jahr später Censor. Auch sein Sarkophag trägt zwei Inschriften. Der Name wurde zum Zeitpunkt seiner Bestattung mit roter Farbe auf den Deckel gemalt „L. Cornelio(s) L. f. Scipio/aideles, cosol, censor“. Die eingemeißelte Inschrift ist als die zweite der Scipionenelogien bekannt.

### Inschrift C: P. Cornelius Scipio
Die Grabinschrift für diesen Scipionen lautet:

„Quei apice insigne Dial[is fl]aminis gesistei / mors perfec[it] tua ut essent omnia / brevia honos fama virtusque / gloria atque ingenium quibus sei / in longa licuiset tibe utier vita / facile facteis superases gloriam / maiorum qua re lubens te in gremiu / Scipio recipit terra Publi / prognatum Publio Corneli.“

„Der du die Kopfeszier des Flamen Dialis getragen / Der Tod hat bewirkt, daß alles Deine kurz sei / Ehre, Ruhm und Tapferkeit, Berühmtheit und Talent / wenn es dir vergönnt gewesen, diese in einem langen Leben zu verwirklichen / leicht hättest durch deine Taten du der Vorfahren Ruhm / überflügelt. Deshalb nimmt willig dich in ihren Schoß / Scipio, die Erde auf, Publius / des Publius’ Sproß, Cornelius.“

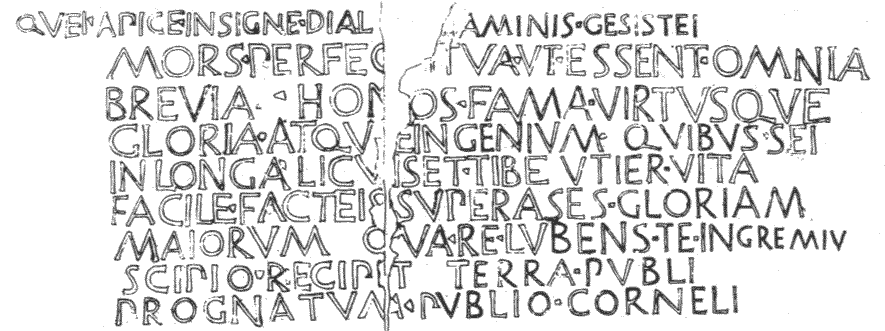
Inschrift C

Man nimmt an, dass es sich bei diesem früh verstorbenen Mann um den älteren Sohn des älteren Scipio Africanus gehandelt hat. Nach Cicero soll dieser schwächlich gewesen und früh verstorben sein. Die Inschrift selbst verrät etwas von dem Druck, unter dem Angehörige aristokratischer römischer Familien standen, in der Republik eine erfolgreiche Karriere anzustreben. Fast entschuldigend wird der Tod dafür verantwortlich gemacht, dass die hervorragenden Anlagen des jungen Mannes nicht zur Blüte kommen konnten; gleichzeitig wird darauf hingewiesen, dass er den Ruhm der Vorfahren noch hätte übertreffen können, wenn er nicht vorzeitig gestorben wäre.

### Inschrift D: L. Cornelius Scipio
Die Inschrift lautet:

„L. Cornelius Cn. f. Cn. n. Scipio / Magna(m) sapientia(m) / multasque virtutes aetate quom parva / posidet hoc saxsum. Quoei vita defecit, non / honos honore(m), is hic situs. Quei nunquam / victus est virtutei, annos gnaetus XX is / l[oc]eis mandatus. Ne quairatis honore(m), / quei minus sit mandatus.“

„Lucius Cornelius Scipio, der Sohn des Gnaeus, der Enkel des / Gnaeus. Große Weisheit / und viele Tugenden birgt dieser Stein zugleich / mit einem kurzen Leben. Im fehlte das Leben, nicht / die Ehre zur Auszeichnung. Er liegt hier, der niemals an / Begabung übertroffen wurde. 20 Jahre war er alt / Von den Manen (?) ist es bestimmt: Nicht sollt ihr nach Ehre fragen / weil er ja noch kein Amt bekleidet hat.“

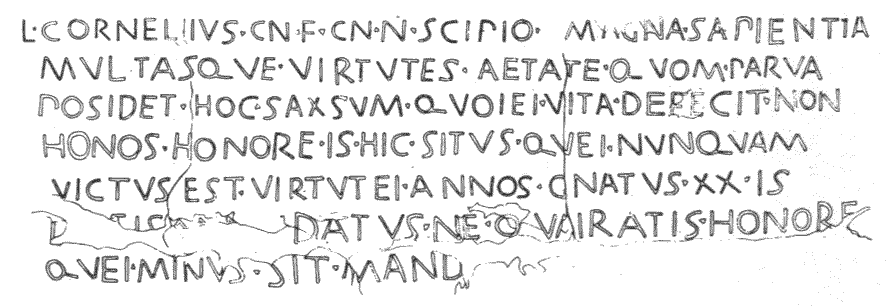
Inschrift D

Wie in der Inschrift C muss auch in diesem Fall erklärt werden, warum der Angehörige der Familie der Scipionen keine Gelegenheit hatte, sich in einem Amt auszuzeichnen. Es war offensichtlich wichtig zu versichern, dass dies nicht an einem Mangel an Fähigkeiten oder Werten gelegen hatte. Allein durch den frühen Tod habe der junge Mann dem hohen familiären und öffentlichen Erwartungsdruck an einen Scipionen nicht gerecht werden können.

### Inschrift E: Lucius Cornelius Scipio

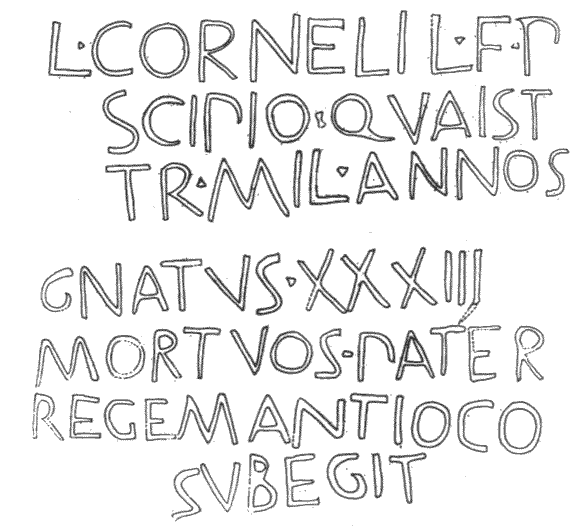
Inschrift E

Die Übersetzung der Grabinschrift für Lucius Cornelius Scipio lautet:

„Lucius Cornelius Scipio, der Sohn des Lucius, der Enkel des Publius, Quästor, Militärtribun, ist, 33 Jahre alt, gestorben. Sein Vater unterwarf den König Antiochos.“

Sein Vater war Lucius Cornelius Scipio Asiaticus, er war Neffe des älteren Africanus.

### Inschrift F: Cornelius Scipio Asiagenus Comatus
Die Inschrift lautet in der Übersetzung:

„… Cornelius Scipio Asiagenus Comatus, Sohn des Lucius, Enkel des Lucius, gestorben im Alter von 16 Jahren.“

 Der Tote war der Sohn des L. Cornelius Scipio (Sarkophag E, s.o.). Er starb wohl vor dem Jahre 160 v. Chr.

### Inschriftenfragment G: Unbekannter Scipione
Das Fragment lautet:

„----- [is / ----- Sc]ipionem / [… qu]o adveixei.“

 Es konnte bislang keinem Scipionen zugeordnet werden.

### Inschrift H: Cn. Cornelius Scipio Hispanus
Die Inschrift für Gnaeus Cornelius Scipio Hispanus lautet:

„Cn. Cornelius Cn.f. Scipio Hispanus / pr(aetor) aid(ilis) cur(ulis) q(uastor) tr(ibunus) mil(itum) II Xvir sl(itibus) iudik(andis) / Xvir sacr(is) fac(iundis) Virtutes generis miesis moribus accumulavi. / Progeniem genui, facta patris petiei. / Maiorum optenui laudem, ut sibei me esse creatum / laetentur: stirpem nobilitavit honor.“

„Gnaeus Cornelius Scipio Hispanus, der Sohn des Gnaeus / Prätor, kurulischer Ädil, Quästor, zweimal Militärtribun / Dezemvir der Gerichtshöfe für Freiheit und Bürgerrecht / Dezemvir des Aufseherkollegs der sibyllinischen Bücher / Meines Geschlechts Verdienste habe ich durch gute Art gemehrt / Nachkommen habe ich mir gezeugt, des Vaters Taten angestrebt / Der Ahnen Ruhm habe ich behauptet, auf daß sie sich freuen über / ihren Sproß. Den meinen adelt meine Ehre.“

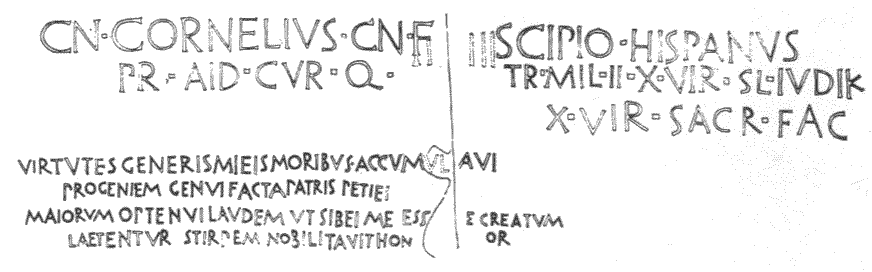
Inschrift H

Bei diesem Scipionen handelt es sich um einen Bruder des mit zwanzig Jahren verstorbenen L. Cornelius Scipio (siehe Inschrift D). In der Inschrift ist festgehalten, worauf es bei jedem Angehörigen einer der berühmten aristokratischen Familien ankam: durch eigene Taten sich der Vorfahren würdig zu erweisen und das Ansehen der Familie zu mehren. Daneben musste er noch für den Fortbestand der Familie sorgen, damit sich auch die Nachkommen der Verpflichtung gegenüber den Vorfahren würdig erweisen können. Die Inschrift ist die einzige, die in Distichen gehalten ist; alle anderen sind in Saturniern verfasst. Das kann mit der Einführung dieses Versmaßes durch den Dichter Quintus Ennius (s. u.) in der ersten Hälfte des 2. Jahrhunderts v. Chr. zusammenhängen.

### Inschrift I: Paulla Cornelia
Die Inschrift lautet in der Übersetzung:

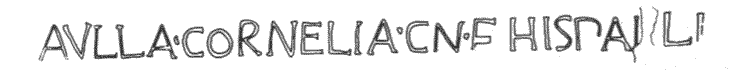
Inschrift I

„Paulla Cornelia, Tochter des Gnaeus und Frau des Hispallus.“

 Es handelt sich um die Tochter des Gnaeus Cornelius Calvus und Frau des Gnaeus Cornelius Scipio Hispallus. Sie war wahrscheinlich auch die Mutter des L. Cornelius Scipio (s. o. Inschrift D) und des Gnaeus Cornelius Scipio Hispanus (s. o. Inschrift H).

### Die Scipionenelogien (Zweitinschriften der Sarkophage)
Die beiden zweiten Inschriften auf den Sarkophagen des Scipio Barbatus und dessen Sohn sind als die Scipionenelogien (CLE 6 und CLE 7) in die Literaturwissenschaft eingegangen.

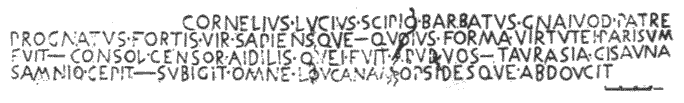
Inschrift A

Text der Inschrift bei Scipio Barbatus, A:

„[L(ucius)] Cornelio(s) Cn(aei) f(ilius) Scipio // (vacat) Cornelius Lucius Scipio Barbatus, Gnaiuod patre prognatus, fortis vir sapiensque, / quoius forma uirtutei parisuma fuit, / consol censor aidilis quei fuit apud vos, / Taurasia Cisauna Samnio cepit / subigit omne Loucanam opsidesque abdoucit.“

„Cornelius – Lucius Scipio Barbatus / Des Vaters Gnaevos Sohn – ein Mann so klug wie tapfer / Des Wohlgestalt war seiner – Tugend angemessen / Der Konsul, Censor war bei – Euch wie auch Aedilis / Taurasia, Cisauna – nahm er ein in Samnium / Bezwingt Lukanien ganz und – führet weg die Geiseln.“

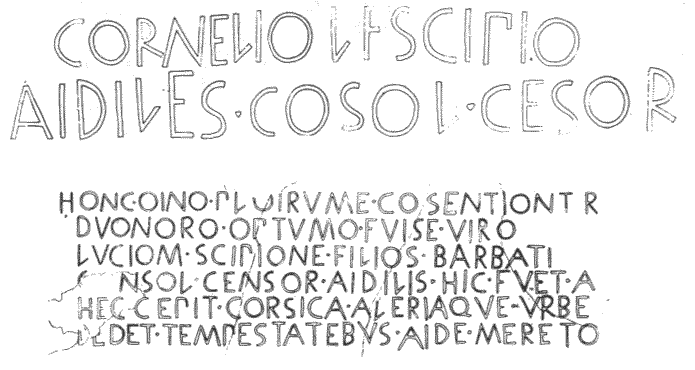
Inschrift B

Das Elogium auf seinen Sohn (Sarkophag und Inschrift B) lautet:

„[L(ucios)] Cornelio(s) L(uci) f(ilios) Scipio / aidiles cosol cesor. / honc oino ploirume cosentiont R[omani] / duonoro optumo fuise viro / Luciom Scipione filios Barbati / c[o]nsol censor aidilis hic fuet a[pud uos]. / hec cepit Corsica Aleriaque urbe, / dedet Tempestatebus aide mereto[d].“

„Dieser ganz allein, so stimmen die meisten Römer überein / sei der allerbeste Mann gewesen / Lucius Scipio, der Sohn des Barbatus / Konsul, Censor, Ädil ist dieser bei euch gewesen / Dieser nahm Korsika und die Stadt Aleria / Den Wettergöttern gab er den Tempel nach Verdienst.“

Die Datierung der Inschriften ist seit etwa 150 Jahren umstritten. Während die ältere Forschung noch versucht hat, die Zeitpunkte der Entstehung exakt festzustellen, tendiert man heute dazu, lediglich ungefähre Zeiträume anzugeben. Das Elogium des Vaters wird in die Zeit zwischen circa 270 bis vor 150 v. Chr. datiert, das des Sohnes setzt man in die Zeit zwischen circa 230 bis circa 150 v. Chr. Allgemein wird (noch) die Ansicht vertreten, dass zuerst der Sohn eine würdigende Inschrift erhielt. Da man den Vater jedoch nicht habe zurücksetzen wollen, sei auch sein Sarkophag mit einer Inschrift dieses Typs versehen worden. Für diese Annahme spricht, dass eine kürzere, etwa eineinhalbzeilige Inschrift auf dem Sarkophag des Vaters entfernt worden ist, um Platz für die neue ausführliche Inschrift zu geben.
Beide Trauerreden wurden in Saturniern abgefasst und gehören damit zu den ältesten bekannten Texten in lateinischer Metrik. Insbesondere die Formulierung ein Mann so klug wie tapfer (an anderer Stelle als ein tapferer und weiser Mann, dessen Aussehen seinem Werte genau entsprach) verweist auf ein griechisches Vorbild, nämlich auf eine Übersetzung des Konzeptes der Kalokagathia (καλοκἀγαθία = „Vortrefflichkeit“). Thema beider Elogien ist die Erfüllung jener sozialen Normen, die für die römische Oberschicht galten, die quasi den „Kern ihrer Nobilität“ konstituierten. Das politische Konzept der Ansprachen liegt „in der Gegenüberstellung der traditionellen Formen der aristokratischen Regierung der Stadt und des Versuchs, die Macht in wenigen Händen zu konzentrieren.“
Der Vergleich der Inschrift des Scipio Barbatus mit anderen Quellen wirft Probleme auf, da die Angaben bisweilen widersprüchlich sind. Der Inschrift nach hat Scipio Barbatus Siege in Lukanien und Samnium errungen, nach Livius (10, 11, 12) fand der Feldzug allerdings in Etrurien statt. Die Fasti triumphales verzeichnen zwar einen doppelten Triumph für Siege in Samnium und Etrurien, dieser wird jedoch dem Gnaeus Fulvius Maximus Centumalus zugeschrieben, einem Amtskollegen im Konsulat. In der Forschung wurde angenommen, dass man in der Familie zum Zeitpunkt der Anfertigung der Grabinschriften die Einzelheiten der Ereignisse nicht mehr kannte oder noch vorhandene Kenntnisse nicht nutzte.

### Sogenannter „Kopf des Ennius“
Aus der Überlieferung ist bekannt, dass Quintus Ennius nach seinem Tod im Alter von etwa 70 Jahren in dieser Grabanlage seine letzte Ruhe fand und seine Statue die Fassade des Grabes zierte. Bei einer Grabung 1934 wurde ein aus Marmor gefertigter Kopf einer Statue gefunden, dieser wurde allerdings kurz nach dem Fund gestohlen. Heute ist nur noch eine Fotografie bekannt.

### Urnen der Lentulier
Im Grab wurden Urnen gefunden, die ganz oder fragmentarisch erhalten waren. In ihnen wurde die Asche der verstorbenen Angehörigen der Familie der Lentulier aufbewahrt.

## Rezeption
Wilhelm Friedrich Waiblinger verfasste während seines Romaufenthaltes von 1826 bis 1829 im Rahmen seiner Oden und Elegien aus Rom das Gedicht Das Grab der Scipionen. Der italienische Schriftsteller Alessandro Verri schrieb nach der zur damaligen Zeit als „sensationell“ empfundenen Wiederentdeckung des Grabes 1780 den Roman Le notti romane al sepolcro de Scipioni (Die römischen Nächte am Grab der Scipionen). Die Erstauflage erschien 1792, eine weitere, umfangreichere 1804. In dem Buch erscheinen Geister berühmter Persönlichkeiten der Antike wie Gaius Iulius Caesar oder Cicero und philosophieren vor der Kulisse des Scipionengrabes über die Vergänglichkeit irdischen Ruhmes. Das Werk gilt als „eines der eindrucksvollsten literarischen Zeugnisse der vorromantisch-klassizistischen Beschreibungen heroischer Landschaft und Architektur“.

### Verwendete Literatur
- Alan E. Astin: Scipio Aemilianus. Clarendon Press, Oxford 1967
- Ranuccio Bianchi Bandinelli: Die römische Kunst: von den Anfängen bis zum Ende der Antike. Beck, München 1975, ISBN 3-406-00734-1
- Marco Bussagli (Hrsg.): Rom – Kunst & Architektur. Könemann, Köln 1999. ISBN 3-8290-2258-1
- Luigi Canina: La prima parte della Via Appia – Dalla Porta Capena a Boville. Band 1, Bertinelli, Rom 1853
- Filippo Coarelli: Rom – Ein archäologischer Führer. Neubearbeitung von Ada Gabucci. Zabern, Mainz 2000, ISBN 3-8053-2685-8
- Filippo Coarelli: Il sepolcro degli Scipioni a Roma. Palombi, Roma 1988, ISBN 88-7621-344-9
- Jon Coulston and Hazel Dodge: Ancient Rome: The Archaeology of the Eternal City. Alden Press, Oxford 2000, ISBN 0-947816-54-2 (Oxford University School of Archaeology Monograph 54).
- W. E. Heitland: The Roman Republic. University Press, Cambridge 1923
- Johannes Hösle: Kleine Geschichte der italienischen Literatur, Beck, München 1995, ISBN 3-406-37470-0
- Henner von Hesberg: Römische Grabbauten. Wissenschaftliche Buchgesellschaft, Darmstadt 1992, ISBN 3-534-02446-X
- Guntram Koch: Sarkophage der römischen Kaiserzeit, Wissenschaftliche Buchgesellschaft, Darmstadt 1993, ISBN 3-534-10401-3
- Peter Kruschwitz: Die Datierung der Scipionenelogien CLE 6 und 7. In: Zeitschrift für Papyrologie und Epigraphik 122 (1998), S. 273–285 (online, PDF)
- Fritz Heinz Mutschler und Peter Witzmann: Formen römischen Lebens im Spiegel der Grabinschriften. In: Forum Classicum 4/2002 (online, Stand 8. März 2009)
- Eberhard Paul: Antikes Rom. Koehler & Amelang, Leipzig 1972
- Eugen Petersen: Vom alten Rom, Bedeutende Kunststätten No. 1. 2. Auflage, E. A. Seemann, Leipzig, 1900
- Vincenzo Saladino: Der Sarkophag des Lucius Cornelius Scipio Barbatus. Triltsch, Würzburg 1970
- Leonella de Santis: I segreti di Roma sotterranea. Newton Compton, Roma 2008, ISBN 978-88-541-1234-6
- Wilhelm Friedrich Waiblinger: Gedichte aus Italien, Leipzig 1895
- Frank W. Walbank, Alan E. Astin, M. W. Frederiksen und R. M. Ogilvie: The Cambridge Ancient History. Second Edition, University Press, Cambridge 1989, ISBN 0-521-23446-8

### Weiterführende Literatur
- Francesca D’Andrea: Storie intorno agli Scipioni. Immagini e voci da un’area archeologica: monumenti, epigrafi, archivi (= Archeologia e arte antica. Band 6). Edizioni Universitarie di Lettere Economia Diritto, Mailand 2023, ISBN 978-88-5513-110-0 (zur Geschichte der Anlage und des Areals von der Kaiserzeit bis in die Gegenwart).
- Andrea Faber (Hrsg.): Körpergräber des 1.–3. Jahrhunderts in der römischen Welt. Internationales Kolloquium Frankfurt/Main, 19.–20. November 2004 (= Schriften des Archäologischen Museums Frankfurt Nr. 21). Archäologisches Museum, Frankfurt 2007, ISBN 978-3-88270-501-0
- Peter Fasold, Thomas Fischer, Henner von Hesberg, Marion Witteyer (Hrsg.): Bestattungssitte und kulturelle Identität: Grabanlagen und Grabbeigaben der frühen römischen Kaiserzeit in Italien und den Nordwest-Provinzen, Kolloquium in Xanten, 16.–18. Februar 1995. Rheinland-Verlag, Köln 1998, ISBN 3-7927-1620-8
- Franz Dorotheus Gerlach: Der Tod des P. Cornelius Scipio Aemilianus – Eine historische Untersuchung. Seul & Meust, Basel 1839 (veraltet)
- Michael Heinzelmann (Hrsg.): Römischer Bestattungsbrauch und Beigabensitten in Rom, Norditalien und den Nordwestprovinzen von der späten Republik bis in die Kaiserzeit; Internationales Kolloquium Rom, 1.–3. April 1998. Reichert, Wiesbaden 2001, ISBN 3-89500-077-9
- Anne Kolb und Joachim Fugmann: Tod in Rom: Grabinschriften als Spiegel römischen Lebens. Philipp von Zabern, Mainz 2008, ISBN 978-3-8053-3483-9
- Carlo Pavia: Guida di Roma sotterranea. Gangemi, Roma 1999, ISBN 88-7448-911-0
- Stefan Schrumpf: Bestattung und Bestattungswesen im Römischen Reich. Ablauf, soziale Dimension und ökonomische Bedeutung der Totenfürsorge im lateinischen Westen. V & R unipress, Göttingen 2006, ISBN 978-3-89971-331-2